# Billboard Music Awards de 2017
O Billboard Music Awards de 2017 foi uma cerimônia de premiação musical realizada no T-Mobile Arena, em Las Vegas, Estados Unidos, em 21 de maio de 2017. A lista dos indicados fora anunciada em 10 de abril de 2017. Os prêmios não televisionados foram anunciados no site da Billboard no mesmo dia da cerimônia. Esta foi a última cerimônia a ir ao ar pela ABC, pois a premiação passou a ser exibida pela rede NBC no ano seguinte.

## Performances
| Artista                                         | Canção                                                      | Apresentado por            |
| ----------------------------------------------- | ----------------------------------------------------------- | -------------------------- |
| Nicki Minaj Jason Derulo David Guetta Lil Wayne | "No Frauds" Light My Body Up" Swalla" Regret In Your Tears" | Ludacris Vanessa Hudgens   |
| Camila Cabello                                  | "I Have Questions" Crying in the Club"                      | G-Eazy Ashley Tisdale      |
| The Chainsmokers                                | "Young"                                                     | Rita Ora                   |
| Julia Michaels                                  | "Issues"                                                    | Bebe Rexha DJ Khaled       |
| Ed Sheeran                                      | "Castle on the Hill"[a]                                     | Mark Cuban Sara Foster     |
| Miley Cyrus                                     | "Malibu"                                                    | Billy Ray Cyrus Noah Cyrus |
| Lorde                                           | "Green Light"                                               | Hailee Steinfeld           |
| Sam Hunt                                        | "Body Like a Back Road"                                     | Vanessa Hudgens            |
| Celine Dion                                     | "My Heart Will Go On"                                       | Lea Michele                |
| Imagine Dragons                                 | "Believer"                                                  | Ludacris Vanessa Hudgens   |
| Drake                                           | "Gyalchester"[b]                                            | Ludacris Vanessa Hudgens   |
| Halsey                                          | "Now or Never"                                              | Ludacris Vanessa Hudgens   |
| Florida Georgia Line John Legend                | "Surefire" "H.O.L.Y."                                       | Olivia Munn                |
| Cher                                            | "Believe" If I Could Turn Back Time"                        | Gwen Stefani               |
| Bruno Mars                                      | "Versace on the Floor"[c]                                   | Ludacris Vanessa Hudgens   |

Notas
- ↑[a]  A apresentação de Sheeran foi pré-gravada no Movistar Arena, em Santiago, no Chile.
- ↑[b]  A apresentação de Drake foi pré-gravada nas  Fontes de Bellagio, do hotel Bellagio, em Las Vegas, nos Estados Unidos.
- ↑[c]  A apresentação de Mars foi pré-gravada na arena Ziggo Dome, em Amsterdam, na Holanda.

## Vencedores e indicados
Os vencedores estão listados em negrito.
| Melhor Artista (apresentado por Prince Michael Jackson) | Artista Revelação |
| --- | --- |
| - Drake - Adele - Beyoncé - Justin Bieber - The Chainsmokers - Ariana Grande - Shawn Mendes - Rihanna - Twenty One Pilots - The Weeknd | - Zayn - Alessia Cara - Desiigner - Lil Uzi Vert - Lukas Graham |
| Melhor Cantora | Melhor Cantor |
| - Beyoncé - Adele - Ariana Grande - Rihanna - Sia | - Drake - Justin Bieber - Future - Shawn Mendes - The Weeknd |
| Melhor Dupla/Grupo | Desempenho na Parada Billboard (votado pelos fãs) (apresentado por Rachel Platten e Chris Daughtry) |
| - Twenty One Pilots - The Chainsmokers - Coldplay - Florida Georgia Line - Guns N' Roses | - Twenty One Pilots - Luke Bryan - Nicki Minaj - The Chainsmokers - The Weeknd |
| Melhor Artista da Billboard 200 | Melhor Álbum da Billboard 200 (apresentado por Josh Duhamel) |
| - Drake - Beyoncé - Prince - Twenty One Pilots - The Weeknd | - Views – Drake - Anti – Rihanna - Blurryface – Twenty One Pilots - Lemonade – Beyoncé - Starboy – The Weeknd |
| Melhor Artista da Hot 100 | Melhor Canção da Hot 100 (apresentado por Alexandra Daddario e Ansel Elgort) |
| - Drake - The Chainsmokers - Rihanna - Twenty One Pilots - The Weeknd | - "Closer" – The Chainsmokers com part. de Halsey - "Can't Stop the Feeling!" – Justin Timberlake - "Don't Let Me Down" – The Chainsmokers com part. de Daya - "Heathens" – Twenty One Pilots - "One Dance" – Drake com part. de Wizkid e Kyla                                                                           |
| Artista com Mais Canções Vendidas | Canção Mais Vendida |
| - Drake - The Chainsmokers - Prince - Justin Timberlake - Twenty One Pilots | - "Can't Stop the Feeling!" – Justin Timberlake - "Closer" – The Chainsmokers com part. de Halsey - "Don't Let Me Down" – The Chainsmokers com part. de Daya - "Heathens" – Twenty One Pilots - "One Dance" – Drake com part. de Wizkid e Kyla                                                                           |
| Melhor Artista das Rádios | Melhor Canção das Rádios |
| - Twenty One Pilots - Justin Bieber - The Chainsmokers - Drake - Rihanna | - "Can't Stop the Feeling!" – Justin Timberlake - "Cheap Thrills" – Sia com part. de Sean Paul - "Closer" – The Chainsmokers com part. de Halsey - "Don't Let Me Down" – The Chainsmokers com part. de Daya - "One Dance" – Drake com part. de Wizkid e Kyla                                                             |
| Melhor Colaboração (apresentado por Ed Helms e Kevin Hart) | Melhor Artista de Streaming |
| - The Chainsmokers com part. de Halsey – "Closer" - The Chainsmokers com part. de Daya – "Don't Let Me Down" - Drake com part. de Wizkid e Kyla – "One Dance" - Sia com part. de Sean Paul – "Cheap Thrills" - The Weeknd com part. de Daft Punk – "Starboy"                                           | - Drake - The Chainsmokers - Desiigner - Rihanna - Twenty One Pilots |
| Melhor Canção de Streaming (Áudio) | Melhor Canção de Streaming (Vídeo) |
| - "One Dance" – Drake com part. de Wizkid e Kyla - "Broccoli" – D.R.A.M. com part. de Lil Yachty - "Closer" – The Chainsmokers com part. de Halsey - "Needed Me" – Rihanna - "Starboy" – The Weeknd com part. de Daft Punk                                                                             | - Desiigner – "Panda" - The Chainsmokers com part. de Halsey – "Closer" - Zay Hilfigerr & Zayion McCall – "Juju on That Beat (TZ Anthem)" - Rae Sremmurd com part. de Gucci Manel – "Black Beatles" - Twenty One Pilots – "Heathens"                                                                                     |
| Melhor Artista em Turnê | Melhor Artista Social (votado pelos fãs) (apresentado por Lindsey Stirling e Logan Paul) |
| - Beyoncé - Justin Bieber - Coldplay - Guns N' Roses - Bruce Springsteen & the E-Street Band | - BTS - Justin Bieber - Ariana Grande - Shawn Mendes - Selena Gomez |
| Melhor Artista Cristão | Melhor Canção Cristã |
| - Lauren Daigle - Hillsong Worship - Hillary Scott & the Family - Skillet - Chris Tomlin | - "Thy Will" – Hillary Scott & the Family - "Trust In You" – Lauren Daigle - "Feel Invincible" – Skillet - "Eye of the Storm" – Ryan Stevenson com part. de GabeReal - "Chain Breaker" – Zach Williams |
| Melhor Álbum Cristão | Melhor Artista Gospel |
| - How Can It Be – Lauren Daigle - Hymns That Are Important to Us – Joey + Rory - Love Remains – Hillary Scott & the Family - The Very Next Thing – Casting Crowns - Unleashed – Skillet | - Kirk Franklin - Jekalyn Carr - Travis Greene - Tamela Mann - Hezekiah Walker |
| Melhor Canção Gospel | Melhor Álbum Gospel |
| - "Made a Way" – Travis Greene - "You're Bigger" – Jekalyn Carr - "Put a Praise On It" – Tasha Cobbs com part. de Kierra Sheard - "Wanna Be Happy?" – Kirk Franklin - "Better" – Hezekiah Walker | - One Way – Tamela Mann - Better: Azusa – The Next Generation 2 – Hezekiah Walker - Losing My Religion – Kirk Franklin - The Hill – Travis Greene - One Place Live – Tasha Cobbs |
| Melhor Artista Country (apresentado por Nicole Scherzinger e Jussie Smollett) | Melhor Canção Country (apresentado por Rachel Lindsay e Savvy Shields) |
| - Blake Shelton - Florida Georgia Line - Keith Urban - Chris Stapleton - Jason Aldean | - "H.O.L.Y." – Florida Georgia Line - "Setting the World on Fire" – Kenny Chesney com part. de P!nk - "May We All" – Florida Georgia Line com part. de Tim McGraw - "Better Man" – Little Big Town - "Blue Ain't Your Color" – Keith Urban                                                                               |
| Melhor Álbum Country | Melhor Colaboração Country |
| - Traveller – Chris Stapleton - Dig Your Roots – Florida Georgia Line - If I'm Honest – Blake Shelton - Ripcord – Keith Urban - They Don't Know – Jason Aldean | - Kenny Chesney com part. de P!nk – "Setting the World on Fire" - Dierks Bentley com part. de Elle King – "Different for Girls" - Eric Church com part. de Rhiannon Giddens – "Kill a Word" - Florida Georgia Line com part. de Tim McGraw – "May We All" - Chris Young com part. de Vince Gill – "Sober Saturday Night" |
| Melhor Turnê Country | Melhor Artista de Dance/Eletrônica |
| - Kenny Chesney - Luke Bryan - Dixie Chicks | - The Chainsmokers - Calvin Harris - Major Lazer - DJ Snake - Lindsey Stirling |
| Melhor Canção de Dance/Eletrônica | Melhor Álbum de Dance/Eletrônica |
| - "Closer" – The Chainsmokers com part. de Halsey - "Don't Let Me Down" – The Chainsmokers com part. de Daya - "This Is What You Came For" – Calvin Harris com part. de Rihanna - "Cold Water" – Major Lazer com part. de Justin Bieber & MØ - "Let Me Love You" – DJ Snake com part. de Justin Bieber | - Brave Enough – Lindsey Stirling - Bouquet – The Chainsmokers - Collage – The Chainsmokers - Skin – Flume - Cloud Nine – Kygo |
| Melhor Artista Latino | Melhor Canção Latina |
| - Juan Gabriel - J Balvin - Los Plebes del Rancho de Ariel Camacho - Maluma - Nicky Jam | - "Hasta el Amanecer" – Nicky Jam - "Shaky Shaky" – Daddy Yankee - "Duele el Corazón" – Enrique Iglesias com part. de Wisin - "Chantaje" – Shakira com part. de Maluma - "La Bicicleta" – Carlos Vives & Shakira |
| Melhor Álbum Latino | Melhor Artista de R&B |
| - Los Dúo, Vol. 2 – Juan Gabriel - Energia – J Balvin - Primera Cita – CNCO - Vestido de Etiqueta por Eduardo Magallanes – Juan Gabriel - Recuerden Mi Estilo – Los Plebes del Rancho de Ariel Camacho                                                                                                 | - Beyoncé - Bruno Mars - Frank Ocean - Rihanna - The Weeknd |
| Melhor Canção de R&B | Melhor Álbum de R&B |
| - "One Dance" – Drake com part. de Wizkid e Kyla - "24K Magic" – Bruno Mars - "Needed Me" – Rihanna - "Work" – Rihanna com part. de Drake - "Starboy" – The Weeknd com part. de Daft Punk | - Lemonade – Beyoncé - Anti – Rihanna - Blonde – Frank Ocean - Starboy – The Weeknd - 24K Magic – Bruno Mars |
| Melhor Colaboração de R&B | Melhor Turnê de R&B |
| - Drake com part. de Wizkid e Kyla – "One Dance" - PARTYNEXTDOOR com part. de Drake – "Come and See Me" - Rihanna com part. de Drake - "Work" - The Weeknd com part. de Daft Punk - "I Feel It Coming" - The Weeknd com part. de Daft Punk - "Starboy"                                                 | - Beyoncé - Lionel Richie - Rihanna |
| Melhor Artista de Rap | Melhor Canção de Rap |
| - Drake - J. Cole - Desiigner - Future - Rae Sremmurd | - "Panda" – Desiigner - "Fake Love" – Drake - "Broccoli" – D.R.A.M. com part. de Lil Yachty - "Bad and Boujee" – Migos com part. de Lil Uzi Vert - "Black Beatles" – Rae Sremmurd com part. de Gucci Mane |
| Melhor Álbum de Rap | Melhor Colaboração de Rap |
| - Views – Drake - 4 Your Eyez Only – J. Cole - Islah – Kevin Gates - Major Key – DJ Khaled - We Got It from Here... Thank You 4 Your Service – A Tribe Called Quest | - Rae Sremmurd com part. de Gucci Mane – "Black Beatles" - D.R.A.M. com part. de Lil Yachty – "Broccoli" - Zay Hilfigerr & Zayion McCall – "Juju on That Beat (TZ Anthem)" - Machine Gun Kelly & Camila Cabello – "Bad Things" - Migos com part. de Lil Uzi Vert – "Bad and Boujee"                                      |
| Melhor Turnê de Rap | Melhor Artista de Rock |
| - Drake - Future - Kanye West | - Twenty One Pilots - Coldplay - The Lumineers - Metallica - X Ambassadors |
| Melhor Canção de Rock | Melhor Álbum de Rock |
| - "Heathens" – Twenty One Pilots - "Sucker for Pain" – Lil Wayne, Wiz Khalifa & Imagine Dragons com Logic & Ty Dolla $ign com part. de X Ambassadors - "Ride" – Twenty One Pilots - "Stressed Out" – Twenty One Pilots - "Unsteady" – X Ambassadors                                                    | - Hardwired... to Self-Destruct – Metallica - A Moon Shaped Pool – Radiohead - Blurryface – Twenty One Pilots - Cleopatra – The Lumineers - The Getaway – Red Hot Chili Peppers |
| Melhor Turnê de Rock | Melhor Trilha Sonora |
| - Coldplay - Guns N' Roses - Bruce Springsteen & the E-Street Band | - Hamilton: An American Musical - Moana - Purple Rain - Suicide Squad: The Album - Trolls |
| Prêmio Ícone (apresentado por Gwen Stefani) | |
| Cher | |

### Artistas com múltiplas vitórias e indicações
| Indicações | Artista                                |
| ---------- | -------------------------------------- |
| 22         | Drake                                  |
| 22         | The Chainsmokers                       |
| 17         | Twenty One Pilots                      |
| 14         | Rihanna                                |
| 13         | The Weeknd                             |
| 8          | Beyoncé                                |
| 7          | Justin Bieber                          |
| 7          | Halsey                                 |
| 7          | Kyla                                   |
| 7          | Wizkid                                 |
| 6          | Florida Georgia Line                   |
| 5          | Daft Punk                              |
| 5          | Daya                                   |
| 5          | Desiigner                              |
| 4          | Coldplay                               |
| 4          | Rae Sremmurd                           |
| 4          | Justin Timberlake                      |
| 3          | Kenny Chesney                          |
| 3          | Lauren Daigle                          |
| 3          | D.R.A.M.                               |
| 3          | Kirk Franklin                          |
| 3          | Future                                 |
| 3          | Juan Gabriel                           |
| 3          | Ariana Grande                          |
| 3          | Travis Greene                          |
| 3          | Gucci Mane                             |
| 3          | Guns N' Roses                          |
| 3          | Lil Uzi Vert                           |
| 3          | Lil Yachty                             |
| 3          | Bruno Mars                             |
| 3          | Shawn Mendes                           |
| 3          | Hillary Scott & the Family             |
| 3          | Sia                                    |
| 3          | Keith Urban                            |
| 3          | Hezekiah Walker                        |
| 3          | X Ambassadors                          |
| 2          | Adele                                  |
| 2          | Jason Aldean                           |
| 2          | Luke Bryan                             |
| 2          | Jekalyn Carr                           |
| 2          | Tasha Cobbs                            |
| 2          | J.Cole                                 |
| 2          | Calvin Harris                          |
| 2          | Zay Hilfigerrr                         |
| 2          | J Balvin                               |
| 2          | Los Plebes del Rancho de Ariel Camacho |
| 2          | The Lumineers                          |
| 2          | Major Lazer                            |
| 2          | Maluma                                 |
| 2          | Tamela Mann                            |
| 2          | Zayion McCall                          |
| 2          | Tim McGraw                             |
| 2          | Metallica                              |
| 2          | Migos                                  |
| 2          | Nicky Jam                              |
| 2          | Frank Ocean                            |
| 2          | Sean Paul                              |
| 2          | P!nk                                   |
| 2          | Prince                                 |
| 2          | Shakira                                |
| 2          | Blake Shelton                          |
| 2          | Skillet                                |
| 2          | DJ Snake                               |
| 2          | Bruce Springsteen & the E-Street Band  |
| 2          | Chris Stapleton                        |
| 2          | Lindsey Stirling                       |

| Prêmios | Artista           |
| ------- | ----------------- |
| 13      | Drake             |
| 5       | Beyoncé           |
| 5       | Twenty One Pilots |
| 4       | The Chainsmokers  |
| 3       | Halsey            |
| 3       | Kyla              |
| 3       | WizKid            |
| 2       | Kenny Chesney     |
| 2       | Lauren Daigle     |
| 2       | Desiigner         |
| 2       | Juan Gabriel      |
| 2       | Justin Timberlake |